# Детская музыкальная школа
Де́тская музыка́льная шко́ла — музыкальное учебное заведение, в котором дети школьного возраста в свободное от уроков в общеобразовательных школах время дополнительно получают начальные музыкальные знания и навыки.  Существующая ныне модель бесплатного и доступного музыкального образования была создана в Советской России в 1918 году, получила повсеместное развитие в Советском Союзе и во многом сохранилась в постсоветских странах до настоящего времени.
Подобные заведения могут существовать как независимые учреждения или же быть интегрированы в структуру основной школы. По данным на 2015 год, в России насчитывалось 3089 детских музыкальных школ и школ искусств с музыкальными отделениями. Сокращение «ДМШ», в принципе, допустимо по отношению к любой детской музыкальной школе, но, во избежание путаницы, его стараются использовать только применительно к городским или районным школам с 5-7-ми или 8-9-летней программой. В настоящее время такие школы в РФ и ряде постсоветских республик являются государственными или муниципальными учреждениями, обучение в них бесплатное.
При международном общении на тему музыкальных школ важно уточнять, что речь идет о «детской школе», так как понятие «школа» (англ. school, нем. Schule и др.) во многих странах трактуется шире, чем в России, и может подразумевать самый разный уровень, вплоть до консерваторского.

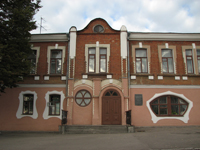
ДМШ № 1 г. Пензы, одна из старейших музыкальных школ в России

## История системы музыкальных школ России

### Российская империя
В первой половине XIX века в крупных городах Российской империи стали появляться первые платные частные музыкальные школы. Во второй половине XIX века по инициативе русских композиторов А. К. Лядова, Н. А. Римского-Корсакова и С. И. Танеева создаются общедоступные музыкальные школы. Тогда они не были рассчитаны исключительно на детей. Среди подобных учебных заведений известность получила Бесплатная музыкальная школа, основанная в 1862 году в Санкт-Петербурге по инициативе М. А. Балакирева и Г. Я. Ломакина.

### Советский Союз
В 1918 году в Петрограде была основана первая государственная детская музыкальная школа (Музыкальная школа имени Н. А. Римского-Корсакова).
Ко второй половине 1920-х годов в стране было два типа музыкальных школ: четырёхлетняя музыкальная школа первой ступени для детей и курсы общего музыкального образования для взрослых.

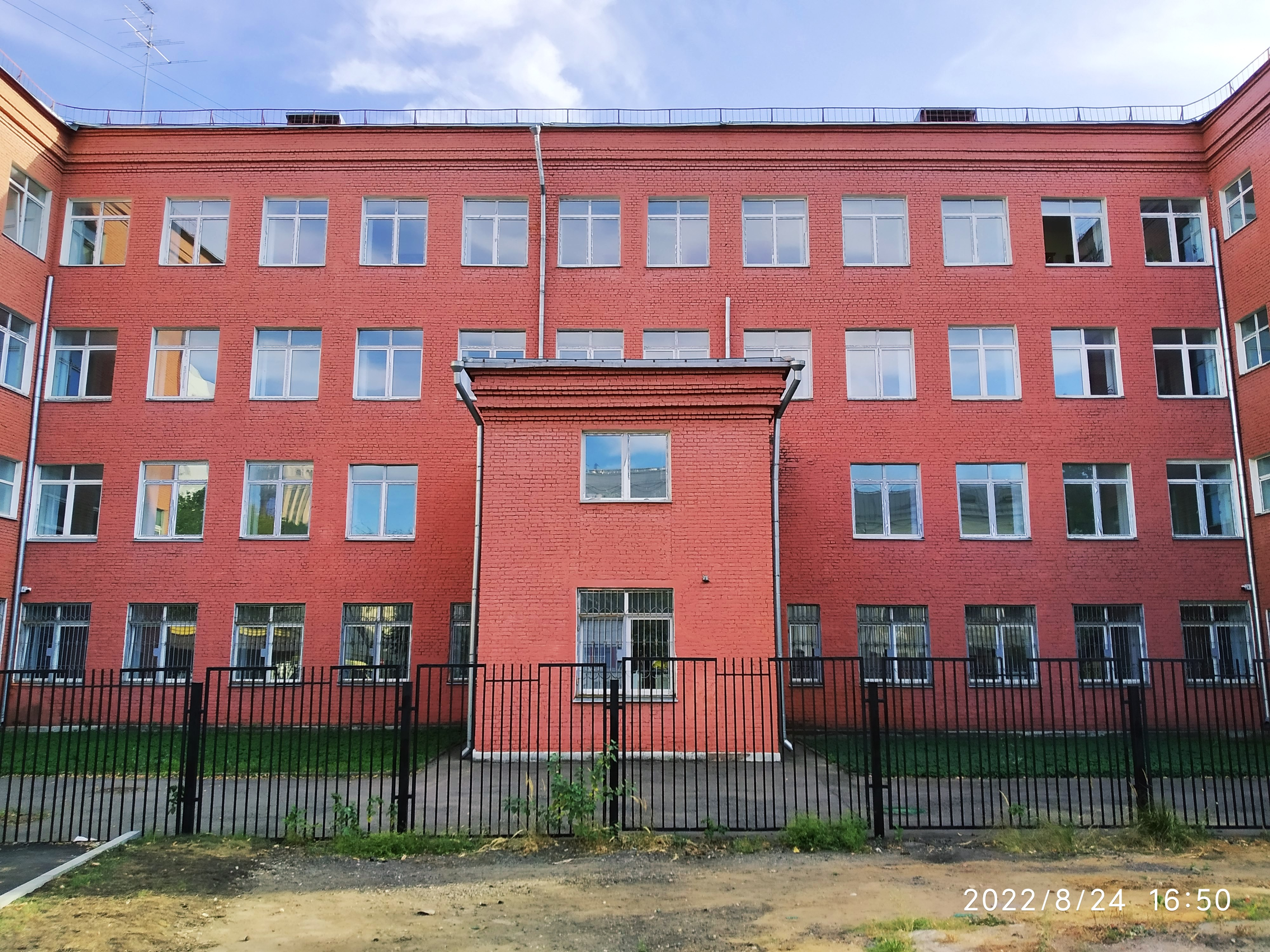
Детская музыкальная школа имени В. В. Стасова, одна из старейших в Москве, первая в РСФСР детская музыкальная школа с джазовым отделением

В 1933 году детские четырёхлетние школы были преобразованы в семилетние ДМШ. Эти школы были сделаны начальным звеном профессионального музыкального образования. Основное внимание там уделялось обучению игре на музыкальных инструментах. Была создана система профессионального музыкального образования ШУВ («школа — училище — вуз»). В то же время при консерваториях были созданы специальные десятилетние музыкальные школы — ССМШ — которые наряду со средним давали и профессиональное образование, необходимое для поступления в музыкальный вуз. После войны появились пятилетние вечерние музыкальные школы, ориентированные на молодёжь.
В СССР детские музыкальные школы не только выполняли роль начального звена профессионального музыкального образования, но и обеспечивали общеэстетическое воспитание детей. Эту систему в 1980-е годы подвергал критике музыковед Г. М. Цыпин. По его мнению, при таком обучении будущие профессиональные музыканты получают недостаточное количество навыков и умений, а дети, не имеющие профессиональных музыкальных способностей, вынуждены изучать ненужный им комплекс академических упражнений, что может вызвать негативное отношение к музыке и уход из школы. Поэтому родителям продвинутых учеников ДМШ педагоги иногда советовали (и советуют сейчас) перевести своих детей в ССМШ в средних классах, а по отношению к слабым ученикам — облегчали требования.
В советское время обучение в музыкальных школах страны осуществлялось по единой образовательной программе.
При консерваторских музыкальных школах в Советском Союзе были созданы интернаты, в которых жили особо одарённые дети, направлявшиеся в эти школы из провинции. Программа отбора и воспитания талантливых детей действовала даже в тяжёлые годы Великой Отечественной войны: так, будущий композитор Александра Пахмутова была направлена осенью 1943 года из Караганды в Центральную музыкальную школу при Московской консерватории им. П. Чайковского, где занималась по классу фортепиано у И. В. Васильевой и посещала кружок юных композиторов под руководством В. Я. Шебалина и Н. И. Пейко.

### Российская Федерация

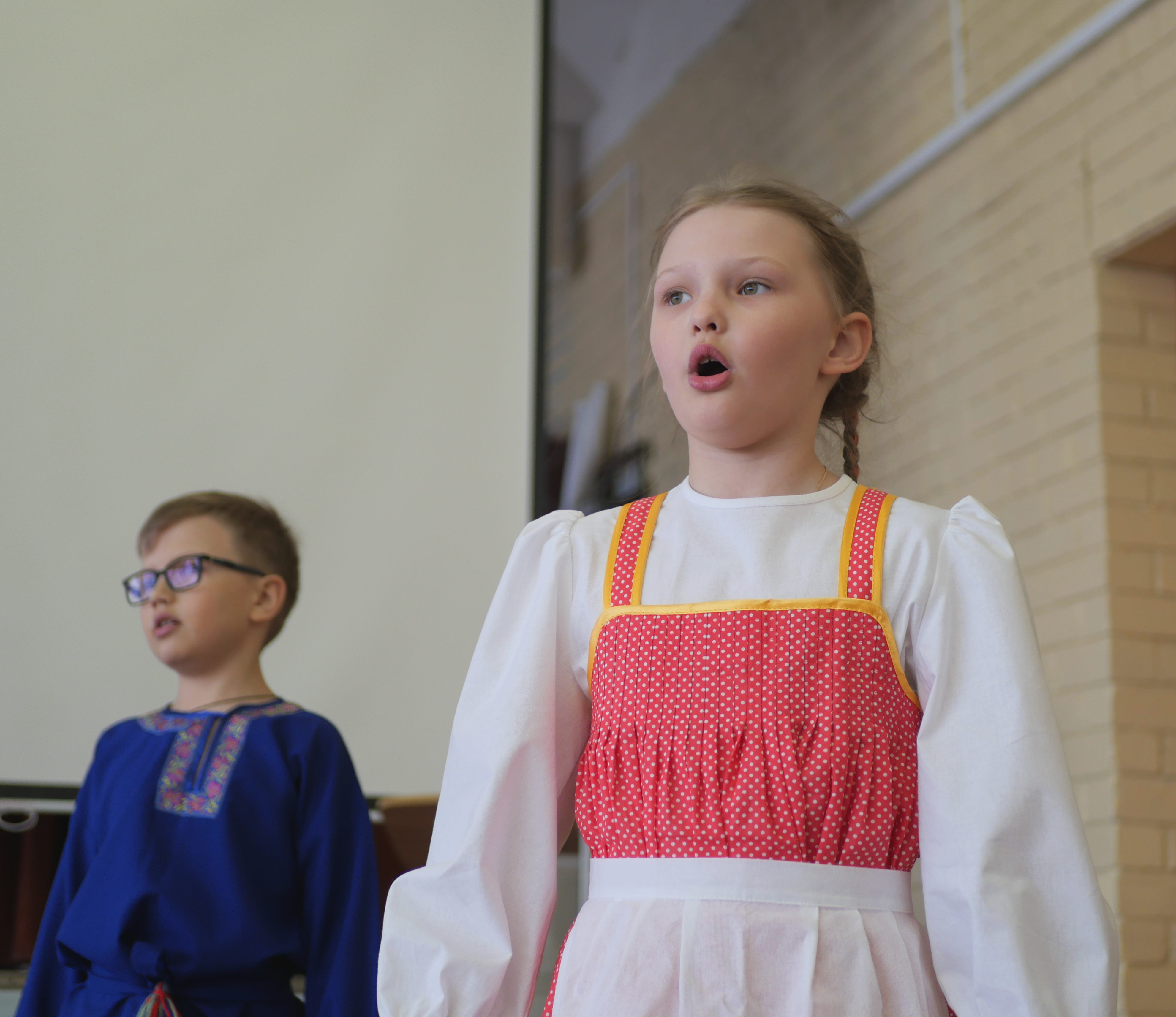
Музыкальное выступление в школе, Петрозаводск, 2021

В постсоветский период контроль за детским музыкальным образованием со стороны Министерства культуры был снижен. Преподаватели музыкальных школ получили возможность самостоятельно выбирать программы обучения. В 1992 году вышел закон «Об образовании», в котором детские школы искусств определялись как учреждения дополнительного образования детей. Большинство музыкальных школ стали детскими школами искусств, благодаря появлению в них хореографического отделения, отделений эстрадного вокала и изобразительного искусства.
Стал снижаться статус музыкальных школ. В то же время перед детскими школами искусств были поставлены новые задачи, аналогичные тем, что выполняют клубы, кружки и творческие секции. Детские школы искусств не имели единых требований к образовательному процессу, а разработанные Министерством культуры учебные планы носили лишь рекомендательный характер. Качество детского образования в сфере культуры и искусства стало снижаться.
Детские музыкальные школы столкнулись с нехваткой кадров и снижением количества учеников. Кадровый дефицит больше всего затронул классы духовых и струнных инструментов. Число детей, обучающихся игре на струнных инструментах, в период с 2005 по 2015 год сократилось почти на 35 тысяч. Эти проблемы детских музыкальных школ негативно сказались на качестве профессионального образования.
Тем не менее, в ССМШ уровень обучения по-прежнему остается одним из самых высоких в мире. В этих школах существует достаточно серьёзный конкурс. В московскую школу-«десятилетку» приезжают талантливые дети из всей России (для них имеется общежитие), иногда принимаются и иностранцы. Подобных специальных музыкальных школ в 2016 г. было девять. Значительная часть их выпускников в дальнейшем становится видными музыкантами.

## Детское музыкальное образование за рубежом

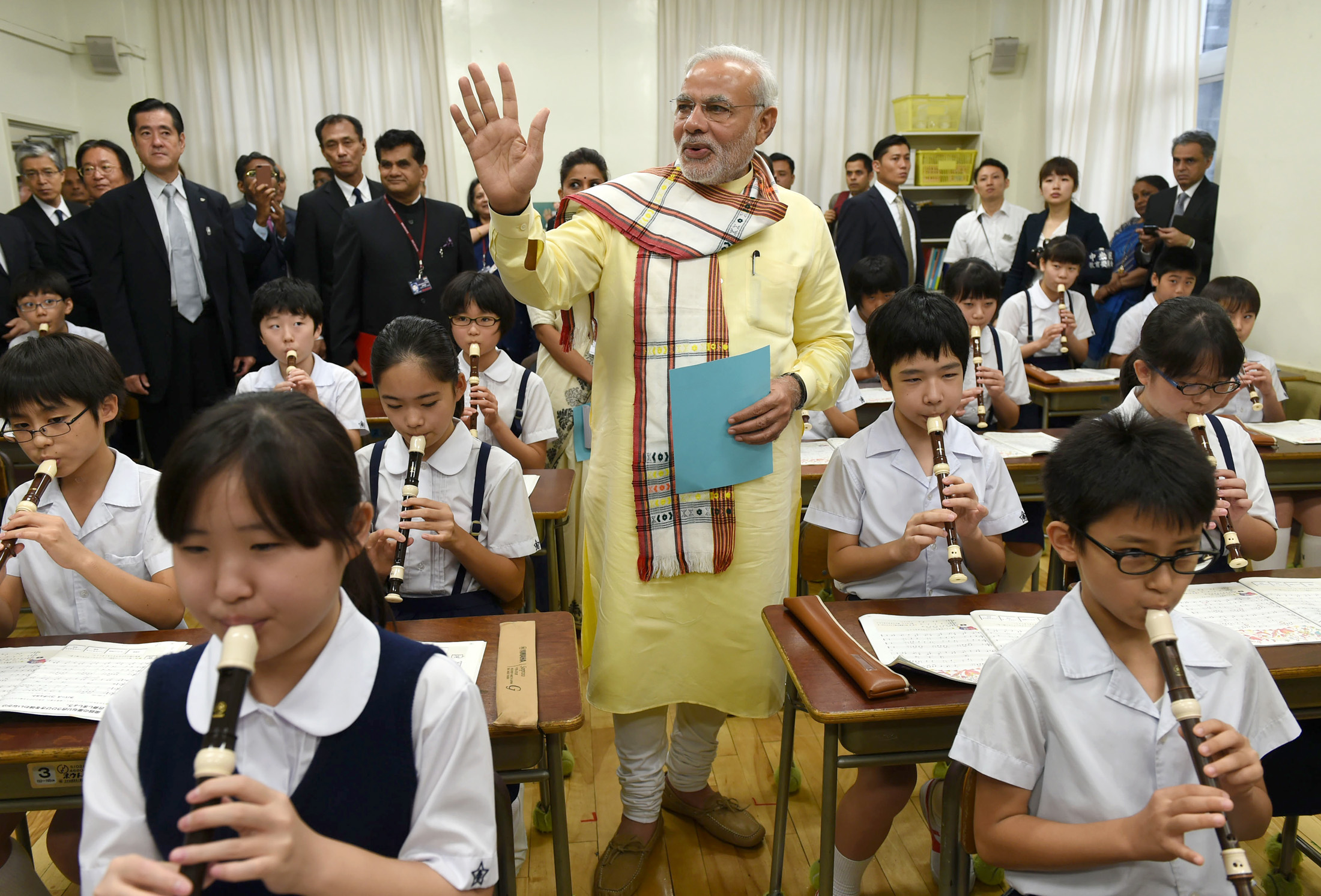
Показательное (в присутствии правительственной делегации из Индии) занятие по музыке в одной из школ в Японии

Возможности для обучения детей музыке предусмотрены во всех развитых государствах мира, однако профессиональное музыкальное образование преимущественно платное. Ситуация различается по странам, но, в целом, просматриваются следующие особенности зарубежного детско-подросткового музыкального образования, по сравнению с Россией и странами бывшего СССР:
- на обычных школьных уроках пения (музыки) детьми приобретается больший, чем в России, объем знаний, часто включающий элементы нотной грамоты;
- во многих обычных школах — как факультатив — можно обучаться игре на струнном и/или духовом инструменте на минимальном уровне и участвовать в школьном оркестре (см. фото с такого занятия в Taimei Elementary School гор. Токио, сайт  школы Архивная копия от 2 февраля 2017 на Wayback Machine в гор. Гамбурге и др.);
- при обнаружении музыкальных способностей есть варианты перехода в спецшколу или гимназию (примерами подобных учреждений являются ССМШ при Берлинской высшей школе музыки, школы при некоторых консерваториях в Китае и др.), причем в более юном возрасте, чем поступают в музыкальные училища в России. Аналогов советской системы ШУВ за рубежом не существует — и выпускники таких учреждений далее сразу идут в консерватории;
- частное индивидуальное или в небольших студиях обучение музыке вне стен государственных учебных заведений распространено шире, чем в России;
- как и в РФ, родители часто хотят, чтобы их ребенок получил какие-то музыкальные навыки, но традиций обучения до уровня выпускников советских ДМШ за границей почти нет: при отсутствии намерения стать профессиональным музыкантом обычно ограничиваются более простым уровнем, отвечающим трём-четырём годам занятий в ДМШ.

В сборнике представлена информация о музыкальном образовании раздельно по странам Европы (ФРГ, Польша, Великобритания, Италия, Скандинавия), Юго-Восточной Азии (Корея, Китай, Япония), Северной и Южной Америки, а также по ЮАР, Австралии и Индии.

## Обучение в детской музыкальной школе в России

### Чему учат в музыкальной школе
Во всех музыкальных школах детей обучают игре на одном или двух музыкальных инструментах, пению в хоре. Прививается умение играть в ансамбле, аккомпанировать, сочинять и импровизировать. Преподаются и теоретические дисциплины, такие как сольфеджио и музыкальная литература. Дополнительно могут преподаваться музыкальное моделирование, основы компьютерной аранжировки и запись нотного текста. Занятия по игре на инструменте («по специальности») педагог проводит с каждым учеником индивидуально.
Поступление в музыкальную школу предполагает прохождение конкурсного отбора. Распространенной практикой является приглашение к ребенку частного учителя на 1-2 часа в неделю примерно в течение года перед планируемым поступлением для минимальной стартовой подготовки. Во всех музыкальных школах есть также подготовительные классы, где также можно подготовиться к поступлению на основной курс школы.

### Районные детские музыкальные школы (ДМШ)

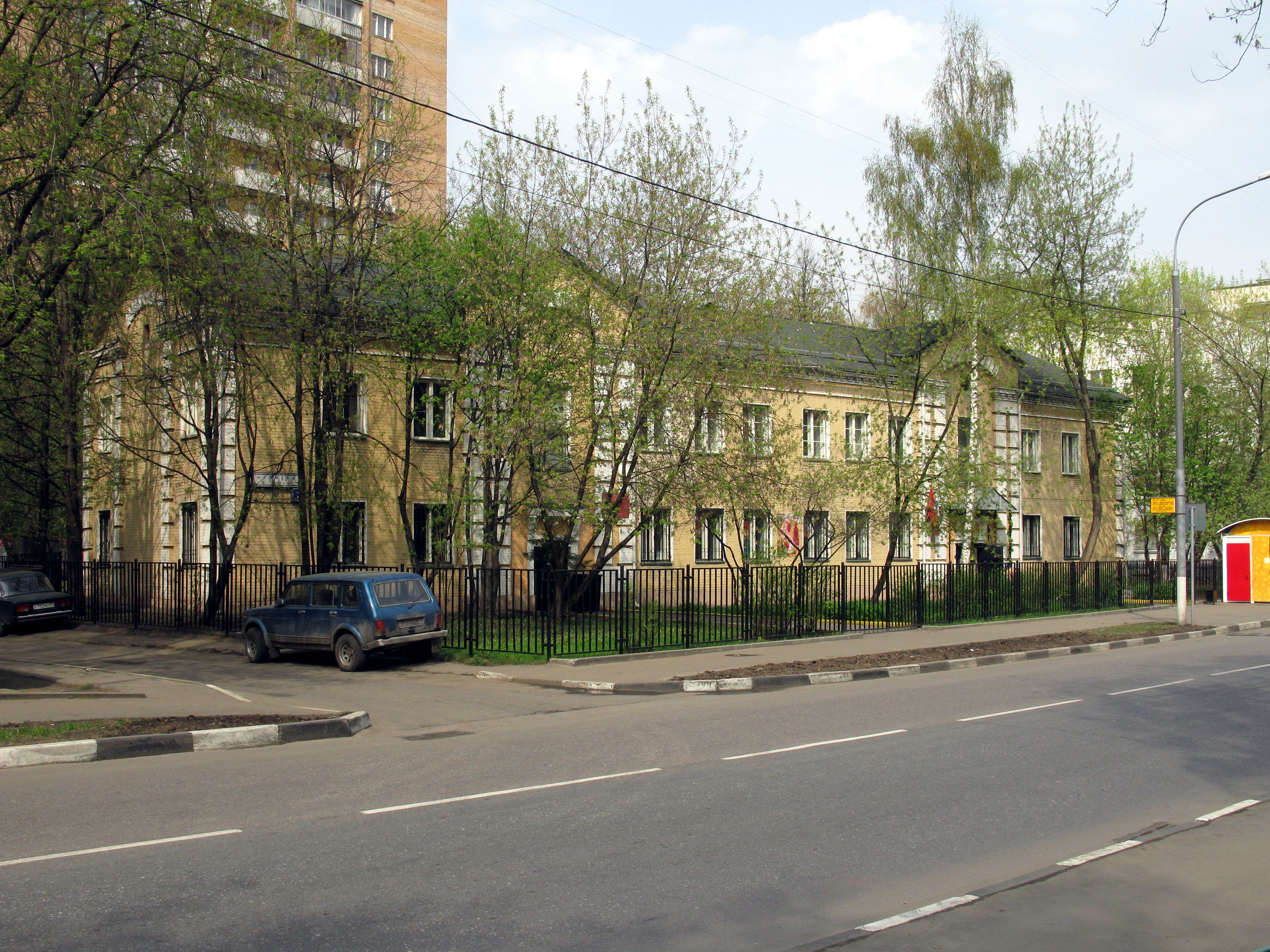
Детская музыкальная школа им. Ростроповича, г. Москва

Основной разновидностью детских музыкальных школ в России являются школы с 5-7-ми или 8-9-летним сроком обучения, имеющиеся в каждом районе (и в городах, и в сельской местности). Подобные заведения кратко называют «ДМШ», даже если они официально именуются не как «детская музыкальная школа», а, скажем, как «музыкальное отделение детской школы искусств». Обычно туда принимают детей в возрасте 7-8 лет. Плата за занятия невысока. Окончание ДМШ совпадает с окончанием девятого класса обычной школы. Большинство выпускников ДМШ становятся культурными музыкантами-любителями, а профессионально одарённые ученики поступают в музыкальные училища. Остальные выпускники в своём большинстве становятся любителями классической музыки, составляя аудиторию концертных залов и оперных театров. Греческий дирижёр Теодор Курентзис: «В России сейчас лучшая публика — самая образованная». Иногда возвращение к классической музыке «с парадного входа» происходит спустя многие годы и даже десятилетия после окончания обучения в музыкальной школе.
Из-за внешней схожести советского композитора и дирижёра Д. Д. Шостаковича (особенно — в молодости) с главным героем серий книг о Гарри Поттере стандартная 7-летняя программа (без учёта подготовительного класса) обучения в ДМШ иногда в шутку сравнивается по уровню душевных затрат с обучением в школе магии «Хогвартс». Журналист «Российской газеты» Марина Бровкина: «Некоторые мечтали, получив наконец диплом, кинуть его с размахом в бабушкино немецкое пианино со словами: „Подавись, ненасытное чудовище!“ Но не кинули, бережно храним».

### Детские музыкальные школы-студии
При многих общеобразовательных школах и клубах имеются кружки, «школы» и студии, где детей обучают музыке. Общая длительность и организация обучения в них могут варьироваться. Уровень занятий ниже, чем в ДМШ; по окончании такой студии поступить в училище почти нереально. Но для ученика, не претендующего ни на какое музыкальное будущее, территориальная доступность подобных заведений может быть важнее.

### Средние специальные музыкальные школы (ССМШ)

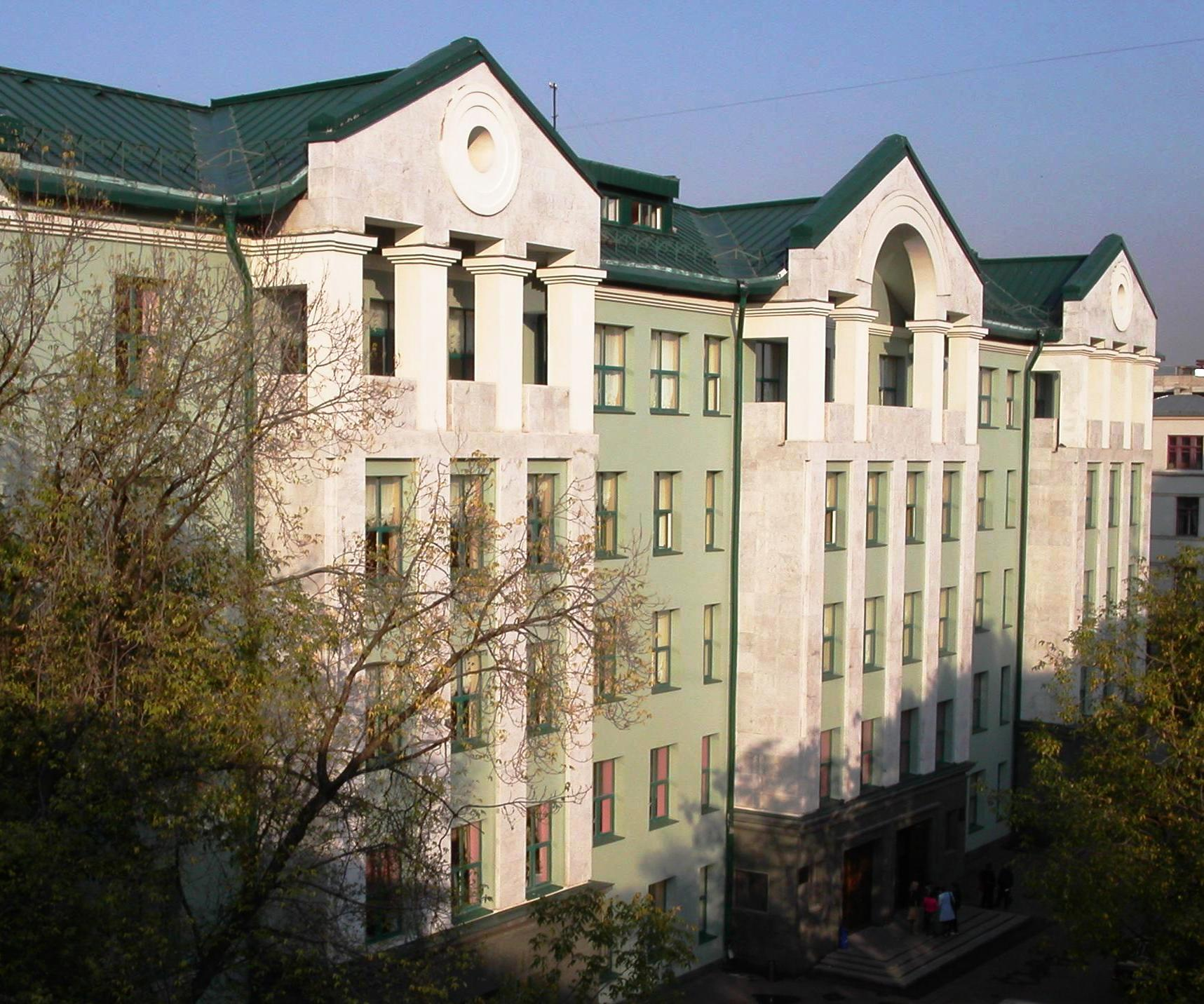
Здание «десятилетки» при Московской консерватории

Особой разновидностью музыкальных школ в России являются средние специальные музыкальные школы (ССМШ) при консерваториях. В учебном плане ССМШ объединены общеобразовательные и музыкальные предметы. Обучение длится 11 лет (ранее — 10, из-за чего появилось и сохраняется название «десятилетка») и является полностью бесплатным. Уровень во всех возрастах значительно превосходит районные ДМШ. «Десятилетки» готовят своих учеников для поступления непосредственно в консерваторию, минуя стадию училища. Наиболее известная ССМШ — Центральная средняя специальная школа при Московской консерватории им. П. И. Чайковского. Большинство концертирующих музыкантов прошло путь через ССМШ, а не через «ДМШ плюс училище».